# Alma Siedhoff-Buscher
Alma Buscher (4 de janeiro de 1899 – 25 de setembro de 1944) foi uma artesã, fotógrafa e designer alemã, estudou na Elisabeth School for Women in Berlin (Escola para Mulheres Elisabeth de Berlim), na Escola Reimann e depois no Instituto de ensino do Kunstgewerbemuseum Berlin, uma escola de artes aplicadas que integrava um departamento do Museu de Artes Decorativas de Berlim, onde ficou de 1920 até 1922. Nesse mesmo ano, decide ingressar na Bauhaus e permanece até o ano de 1927. Alma Siedhoff-Buscher, como ficou conhecida após se casar com o ator Werner Siedhoff, embarcou junto com o marido em suas expedições teatrais, morando em diversas partes da Alemanha. Em 1944, Alma faleceu em Frankfurt, vítima de um bombardeio americano.

## Vida
Alma Buscher nasceu em 4 de janeiro de 1899 em Kreuztal, perto de Siegen, na Alemanha.
O seu pai, um capataz do estaleiro Lichtenberg em Berlim, depois de perder seu filho na Primeira Guerra Mundial atribuiu grande importância a dar a sua filha a melhor educação possível, possibilitando a Alma frequentar as melhores escolas.
Em 1916, concluiu seus estudos e foi para a universidade de Elisabeth School for Women in Berlin (Escola para Mulheres Elisabeth de Berlim). Posteriormente, em 1917, inicia seus estudos na Reimann School of Art and Design, uma escola privada de artes em Berlim onde fica até o ano de 1920.

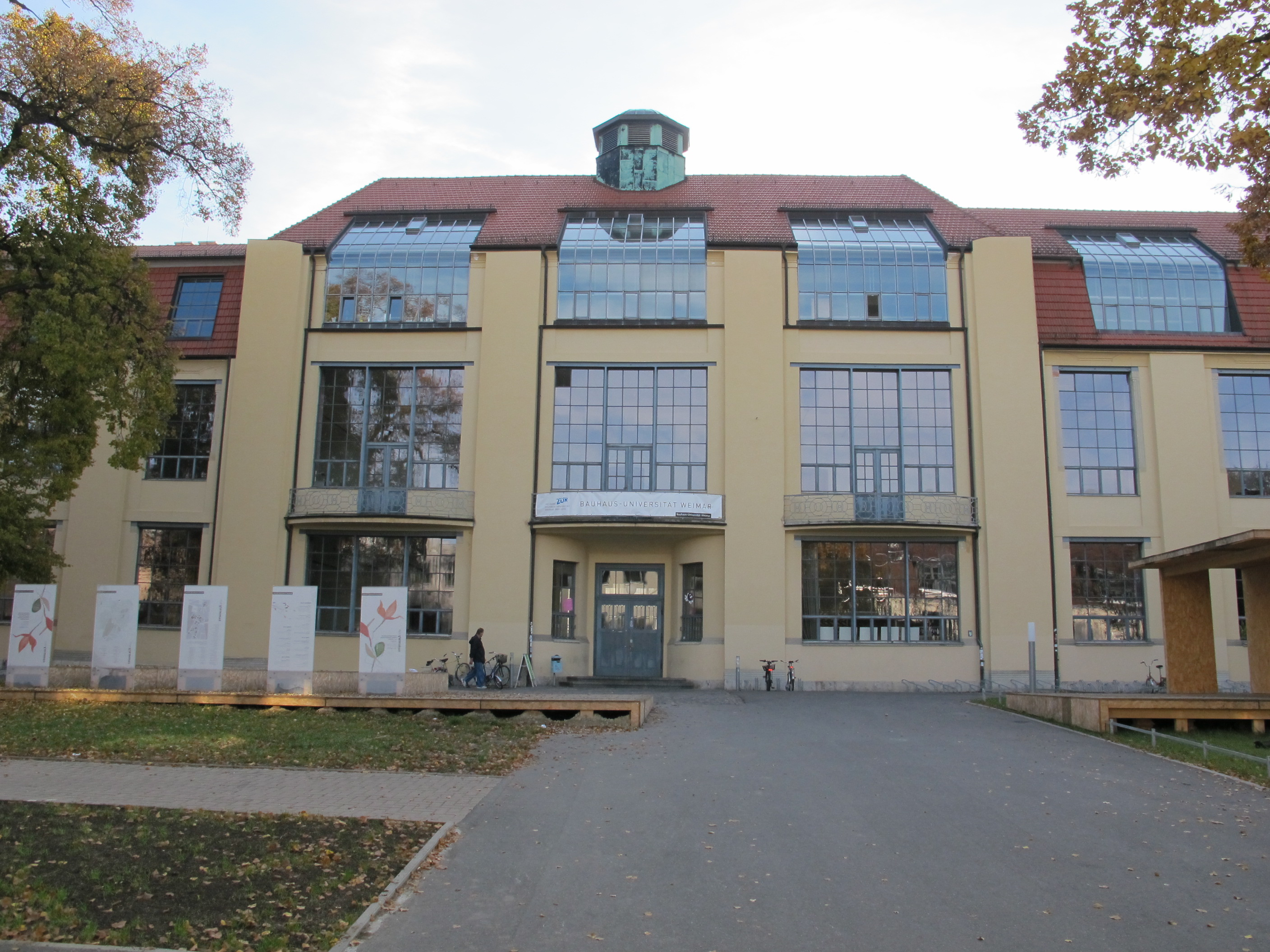
Bauhaus Weimar.

Tendo adquirido essa base de conhecimento sobre artesanato na escola de artes visuais de Reimann, começou seus estudos no Unterrichtsanstalt des Kunstgewerbemuseums Berlin, uma escola de artes que fazia parte do Museu de Artes Decorativas (Kunstgewerbemuseum) e ficou lá até o ano de 1922, quando decidiu nesse mesmo ano, ingressar na Bauhaus.
Em 1925, mudou-se para Dessau com a Bauhaus.
Em 1926, casou com o ator Werner Siedhoff (herdando o sobrenome do marido e tornando-se Alma Siedhoff-Buscher), deu à luz ao seu filho Joost Siedhoff nesse mesmo ano e à filha Lore Siedhoff em 1928. Não é surpreendente que ela não tenha apresentado muitos trabalhos novos durante esse período. Embora ela tenha permanecido matriculada na escola, estava insatisfeita com a sua situação, ela escreveu a Gropius: "Não posso poupar à Bauhaus a acusação de que ela me tem feito mais mal do que bem ultimamente".
Na sua carta, destacou a "resposta de numerosas revistas" que apresentavam o seu trabalho e assinalou que a escola não a tinha reconhecido, e permaneceu relutante em aumentar a produção das suas peças. Um mês mais tarde, o conselho de mestres da Bauhaus decidiu anunciar e vender oficialmente o seu mobiliário. Foi uma decisão tomada porque a escola precisava urgentemente de dinheiro.
A carreira e a vida de Alma Siedhoff-Buscher foram encurtadas. Depois de deixar a Bauhaus, sofreu de depressão e tinha apenas 44 anos quando morreu num atentado à bomba durante a Segunda Guerra Mundial. O seu trabalho foi arrastado para a obscuridade. Hoje, os seus brinquedos e peças de mobiliário são reeditados e populares; ajudam a transmitir uma imagem progressiva da Bauhaus. Com o crescente interesse pelos princípios da educação Montessori, os seus desenhos têm uma forte ressonância junto do público de todo o mundo. Dentro da Bauhaus, Siedhoff-Buscher foi a mais notável em se preocupar com a necessidade das crianças na concepção de seus produtos.

## Vida Acadêmica: Bauhaus
Em 1922, Alma iniciou seus estudos na Bauhaus em Weimar, passando primeiro pelo Vorkurs, que era o curso preliminar, ministrado por László Moholy-Nagy, Johannes Itten e Josef Albers em diferentes momentos. O curso acontecia paralelamente ao currículo e indicava o ensino elementar da forma, estudos da matéria e oficinas de iniciação de Arte e Design.
[...] amadurecer a inteligência, o sentimento e a fantasia, e visava a desenvolver o “homem inteiro” que, a partir de seu centro biológico, pudesse encarar todas as coisas da vida com segurança instintiva e que estivesse à altura do ímpeto e do caos de nossa “Era Técnica” [...] ficou provado que ela (a formação geral), não apenas proporciona maior confiança no aluno, mas também aumenta consideravelmente a produtividade e a rapidez de seu ulterior treinamento especializado (GROPIUS, 1975, p. 38).

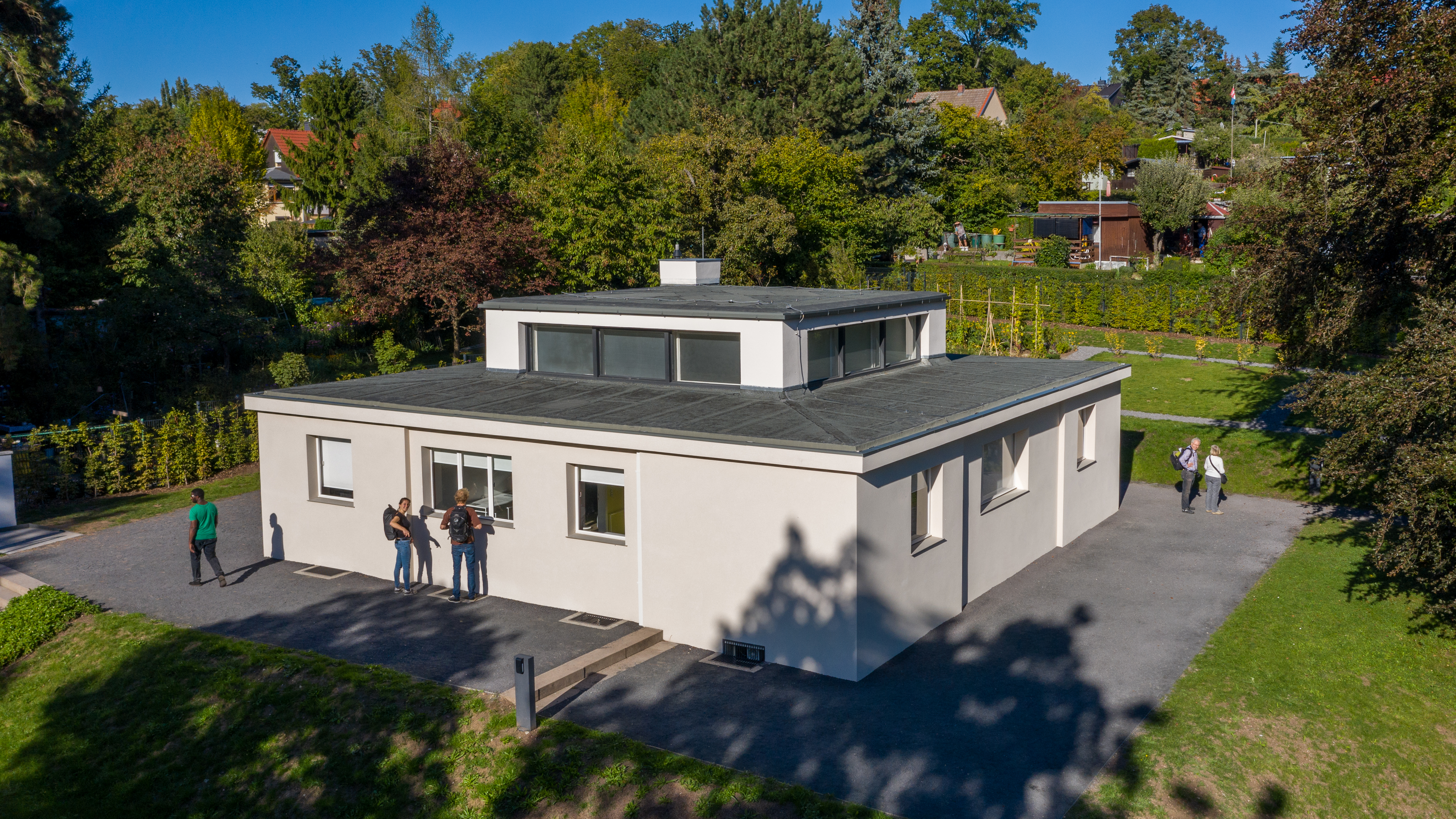
Haus am Horn.

No ano seguinte, foi direcionada à oficina de tecelagem como todas as mulheres eram recomendadas a fazer, porém com o apoio de Georg Muche e Josef Hartwig, mudou-se para a Oficina de Escultura em Madeira. Na primeira grande exposição da Bauhaus que aconteceu entre 15 de Agosto e 30 de Setembro de 1923 em Weimar, Alma Siedhoff-Buscher concebeu o mobiliário do quarto das crianças no protótipo da casa Haus Am Horn (casa construída para a exposição, desenhada por Muche) e participou nos "Jogos da Luz a Cores" de Ludwig Hirschfeld-Mack. Ela também criou vários brinquedos para crianças, tais como o "Jogo de Construção de Pequenos Navios" (Kleines Schiffbauspiel) e um teatro de fantoches.
A exposição como um todo foi fortemente criticada: formas, cores e produtos revelaram-se demasiado invulgares para o gosto contemporâneo. "Três dias em Weimar e nunca mais se pode olhar para uma praça para o resto da vida", escreveu o crítico Paul Westheim.
Para a surpresa de muitos, a classe de tecelagem (onde as mulheres foram relegadas e consideradas o atelier de estatuto mais baixo da escola) foi poupada dos ataques. O trabalho de Siedhoff-Buscher destacou-se porque era uma nova ideia criar mobiliário para crianças, e as suas peças eram modernas, multifuncionais e esteticamente inovadoras. O seu infantário multifuncional, concebido em 1923, foi particularmente elogiado.

Continua a ser o seu mobiliário mais conhecido, constituído por um guarda-roupa, uma mesa de muda, um baú, um berço, um armário de linho, armários de jogos com blocos de jogos, uma cadeira sobre rodízios e um banco. A sua mesa muda-fraldas, por exemplo, pode transformar-se numa mesa de escrita, e, com a sua janela recortada, o armário da cômoda transforma-se num teatro de marionetes.
"As crianças devem, se possível, ter um espaço onde possam ser o que quiserem. Tudo o que nele está dentro lhes pertence - à sua imaginação molda-o”, eles não são incomodados pela inibição externa...Tudo lhes convém, a forma corresponde ao seu tamanho, o objetivo prático não impede as possibilidades de brincar". Escreveu ela sobre o quarto dos seus filhos na Haus am Horn.
Apenas um ano mais tarde, o jardim de infância Zeiss foi equipado com mobiliário infantil concebido pela Sra. Buscher. Os seus móveis e brinquedos foram expostos numa conferência para professores e líderes juvenis do jardim de infância, bem como na exposição "Youth Welfare in Thuringia" em Weimar.
A maior parte dos móveis expostos na Haus am Horn não existe mais, mas uma cópia do armário de brinquedos feito na mesma época da exposição está no acervo do Bauhaus Museum Weimar.
Antes de decidir deixar a Bauhaus, ela fez uma última tentativa para melhorar a sua situação e perguntou a Gropius se ele achava que o seu trabalho era inútil. As suas preocupações foram confirmadas. O diretor falou do "destino da sua atividade" e explicou que a via à margem da escola, embora outros vissem o seu trabalho como a personificação do espírito da escola. László Moholy-Nagy, por exemplo, ele próprio um grande mentor de Marianne Brandt na oficina de metais, salientou que o seu "gabinete de brinquedos e jogos exprime muito claramente os princípios educativos da Bauhaus".
Ela foi profundamente afetada pelo julgamento que Gropius fez do seu trabalho e, no Outono de 1927, retirou-se da Bauhaus e do Movimento Moderno como um todo. A sua reputação nacional infelizmente não foi suficiente para a manter dentro da escola. Durante o seu último ano na Bauhaus, concebeu os kits de recorte e livros de colorir para a editora Verlag Otto Maier Ravensburg.

## Bauhaus e as Mulheres
Atraídas pela premissa de que a Staatliches Bauhaus, fundada em 1919 em Weimar por Walter Gropius, seria um lugar aberto a "qualquer pessoa de boa reputação, independentemente da idade ou do sexo", conhecidos na época como “sexo belo x sexo forte”, muitas mulheres se interessaram em ocupar este lugar, já que muitas vezes tentaram adentrar esses lugares anteriormente e tiveram seu acesso negado por conta de seu gênero.
Todo esse pressuposto criado por Gropius, contribuiu para o fato do número de solicitações de matrícula ter sido maior por parte das mulheres do que por parte dos homens, tudo isso no primeiro ano de fundação. Mas, apesar do número maior de interessadas, a admissão de mulheres era mais rigorosa do que a dos homens e, mesmo as que conseguiam entrar, enfrentaram um comportamento hostil entre os seus colegas homens, como também eram destinadas a realizar tarefas subalternas e impedidas de frequentar certas oficinas. Esse impedimento acontecia pelo entendimento de Gropius de que elas seriam incapazes de lidar com problemas que envolvessem a tridimensionalidade (3D). Ele enxergava o mundo com tanta separação de gênero, que chegou a definir a cor vermelha e o triângulo como símbolos masculinos, enquanto a cor azul e o círculo seriam símbolos puramente femininos.
Então, ao adentrar a Bauhaus, muitas mulheres se depararam com essa contradição ao descobrir que não poderiam frequentar certas oficinas, por não serem consideradas “oficinas femininas”, sendo limitadas a oficinas com um perfil mais artesanal. Gradim (2015) aponta em seus estudos que após um curso preparatório, as mulheres eram enviadas diretamente para as oficinas de Tecelagem, Encadernação ou Cerâmica. A oficina de encadernação foi fechada em 1922, e a de cerâmica, a partir de 1923, passou a não aceitar o público feminino; pelo bem das mulheres e da oficina. Na oficina de Arquitetura não se admitia mulheres. A partir de 1922 só a oficina de tecelagem era acessível para as estudantes mulheres.
Isso se devia à tecelagem ser vista por muitos dos pintores envolvidos na Bauhaus naquela época como “uma arte menor”, “feminina” e de “artesanato”, uma vez que as mulheres seriam “incapazes de trabalhar em áreas mais exigentes”. Segundo a inglesa Libby Sellers, que escreveu o livro “Women Design, 2018” (Mulheres no Design, 2018) isso ocorria “por medo do impacto que a presença feminina teria sobre a reputação profissional dos cursos de arquitetura e design industrial perante os olhos das indústrias, já que a intenção era produzir as peças em massa”.
No entanto, algumas mulheres lutaram contra essa restrição, enfrentando todo tipo de preconceito dentro das oficinas consideradas “não-femininas”, como foi o caso da Marianne Brandt, primeira mulher a participar da oficina de metal e da própria Alma Buscher, primeira mulher a participar da oficina de madeira.
Alma começou na oficina de tecelagem mas estava infeliz por lá, pois não era onde ela queria estar. Em 1923 decide, portanto, em um ato de coragem escrever uma carta dizendo o que estava sentindo, ao diretor da Bauhaus. “Caro professor Gropius, nunca tive um relacionamento com linha, quando criança odiava todo tipo de tricô, bordado, etc., mas queria tentar porque acredito que todo material que me submeta irei me comprometer fielmente. Sei que consigo manipular a linha a fim de obter bons projetos, mas somente até certo ponto. Portanto, peço minha liberação da tecelagem”.
A carta nunca chegou a ser enviada, pois Alma sabia que não a deixariam participar de uma oficina só para homens. Ela não desiste, contudo, pede autorização para assistir a oficina de madeira como convidada. Somente depois de aprender e terminar de projetar seus produtos ao ponto de estar pronto para produção em massa das indústrias e com o apoio de alguns professores, a Bauhaus não teve escolha além de aceitá-la na oficina de madeira, já que a escola passava por aperto financeiro e não podia recusar uma oferta como essa.

Depois de finalmente ser aceita na oficina, Buscher, com apenas 24 anos, ficou frente ao desafio de projetar um quarto para crianças, por completo, no maior projeto da Bauhaus na época: o Haus am Horn. A exposição do Haus am Horn teve diversas críticas, mas, curiosamente, o quarto das crianças proposto por Buscher, foi unanimemente elogiado, ao ponto de ter sido comprado pela Jena Zeiss para o jardim de infância da empresa. Apesar da sala projetada por ela ter sido considerada revolucionária por muitos fora da escola, Gropius e a Bauhaus criticaram as peças de carpintaria criadas por ela.
“O que lá se faz é pouco", dizia Gropius.
O diretor e sua equipe temiam que a Bauhaus fosse categorizada como uma mera escola de artes e ofícios, o que implicaria uma feminização da instituição, rebaixando seu status aos olhos deles. Eles inverteram as críticas e alegaram que a grande maioria dos produtos expostos foi rejeitada pelo público por serem muito vanguardistas. Se as obras das mulheres eram tão populares, argumentaram, deve ser devido ao fato de não serem suficientemente vanguardistas.
Totalmente dependente da Bauhaus para continuar seus projetos de Design e com cada vez menos espaço dentro da escola, que não valorizava os seus trabalhos, Alma Buscher jogada às margens, se via pouco a pouco fora daquele ambiente.

## Principais Obras

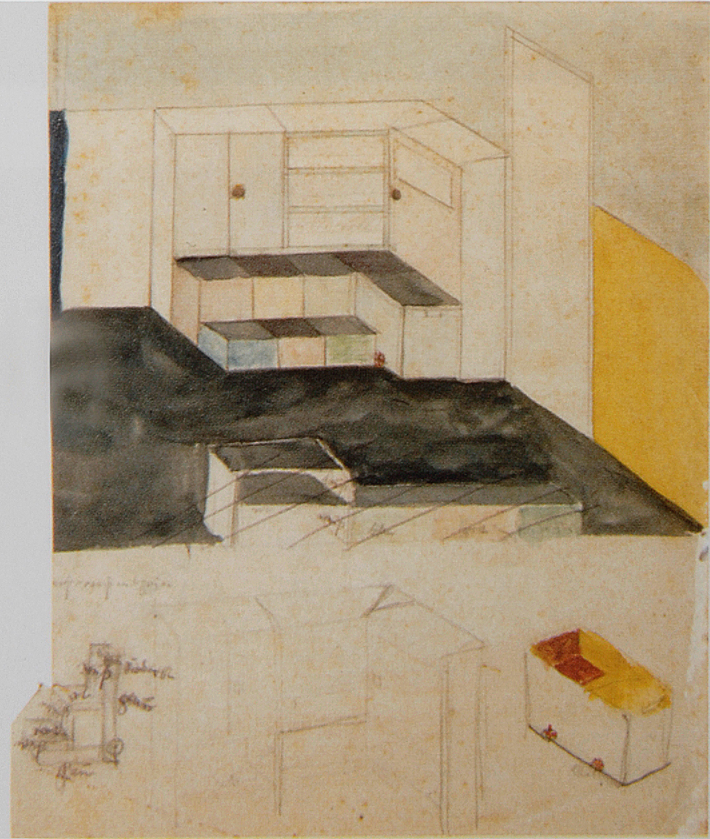
Esboço do Armário de Brincar para Crianças (Kinderspielschrank).

### Armário de Brincar Para Crianças (Kinderspielschrank)
Na Haus Am Horn, Buscher fez o design de um quarto infantil, em anexo a cozinha. Assim, o responsável poderia tomar conta das crianças enquanto fazia as tarefas domésticas. Ela tornou o uso do espaço eficiente e compacto, projetando o armário do jogo para caber ao longo da parede e cantos. O armário poderia servir também como área de exposição ou para armazenamento.
Há também uma porta recortada que se abre no armário do lado direito, revelando um palco para marionetes. Essa abertura permitia o uso como armário de exposição enquanto não é utilizado como brinquedo, ou mesmo quando as crianças deixarem de utilizá-lo quando crescidas. A série de caixas poderia servir como armazenamento e brinquedos em si ou como cubos de bancos improvisados.
O armário de jogo foi revestido com um folheado liso, branco, de linóleo que proporcionou uma superfície durável. Ela pensava na futura utilização do armário, não só para o quarto de uma criança, mas também para uma peça de mobiliário que permaneceria na família e seria utilizada durante anos. O linóleo durável e o branco de cor neutra, se adaptam a uma grande variedade de interiores durante um período de tempo considerável, fazendo dele uma compra segura na escolha do mobiliário infantil.

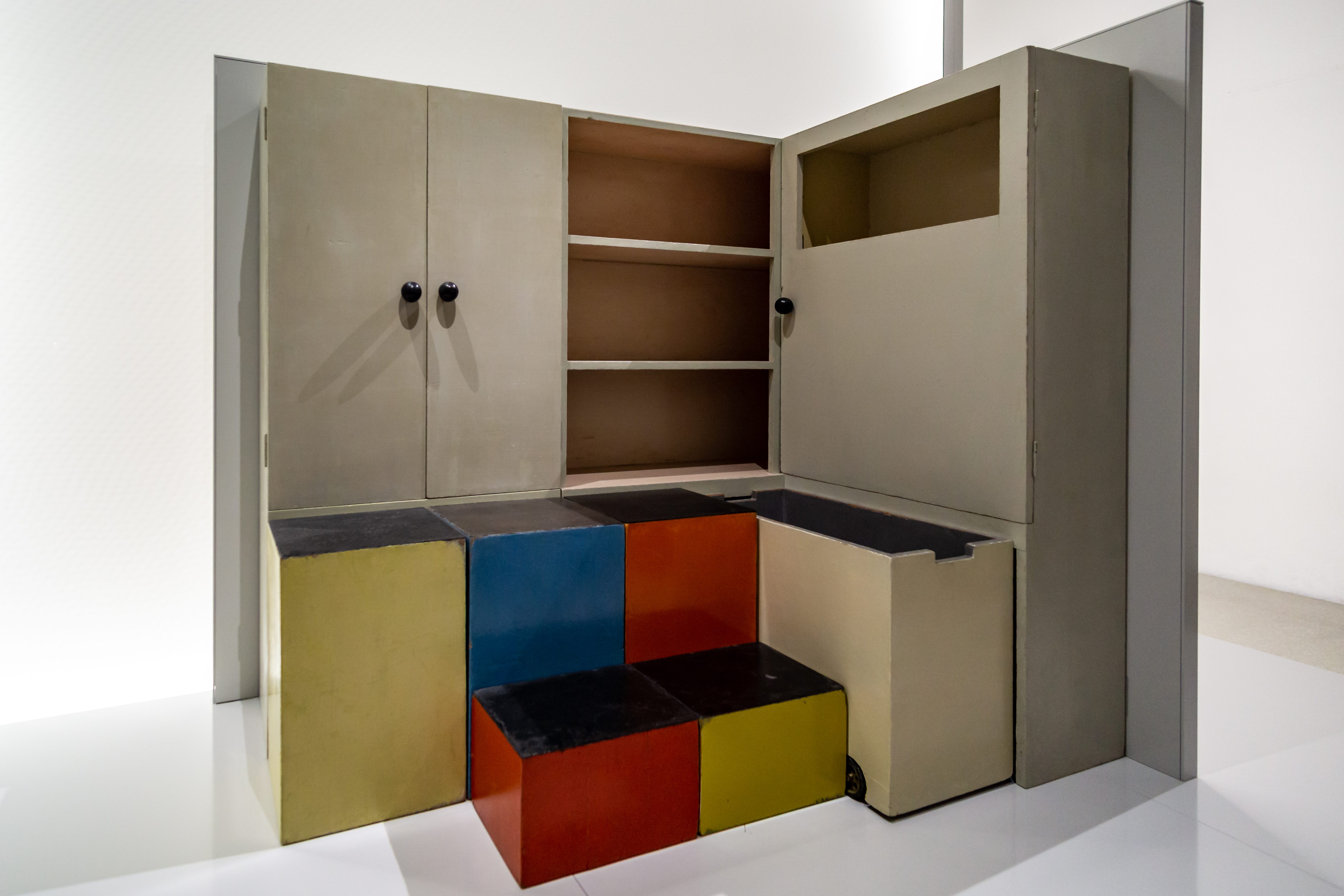
Armário de Brincar para Crianças (Kinderspielschrank).

Sete caixas de três tamanhos foram construídas para se sentarem encostadas à frente da parte mais comprida do armário. Estas caixas servem como baús adicionais, como degraus para uma criança alcançar as prateleiras mais altas do armário, e como brinquedos. As caixas podiam ser tudo o que uma criança desejasse e as possibilidades podiam mudar constantemente. É esta abordagem à criatividade inspirada nas crianças que Buscher utilizou quando construiu o seu armário de jogos. Em vez de apresentar uma possibilidade, deixou as áreas limpas. A ideia era incorporar o aspecto de brincadeira no armário, fazendo daquele grande móvel no canto da sala um lugar sem fim para inspirar a imaginação.
A maior das caixas foi originalmente concebida com uma prateleira no interior para uma criança se sentar, com quatro pequenas rodas de metal e uma tampa. Esse "assento" no seu interior serve para uma criança utilizar e deixar a imaginação transformá-la em qualquer tipo de veículo. Dois entalhes foram cortados dos lados na parte superior da caixa para que a tampa pudesse ser facilmente removida.
A cor era uma parte crucial do desenho do armário de jogo. As caixas eram pintadas de amarelo, vermelho e azul, as três cores fundamentais das teorias da Bauhaus. A estas cores foram também atribuídas formas de acordo com Johannes Itten. A influência de Kandinsky, Theo van Doesberg e o movimento De Stijl é evidente.

### Pequeno Jogo de Construção Naval (Kleines Schiffbauspiel)

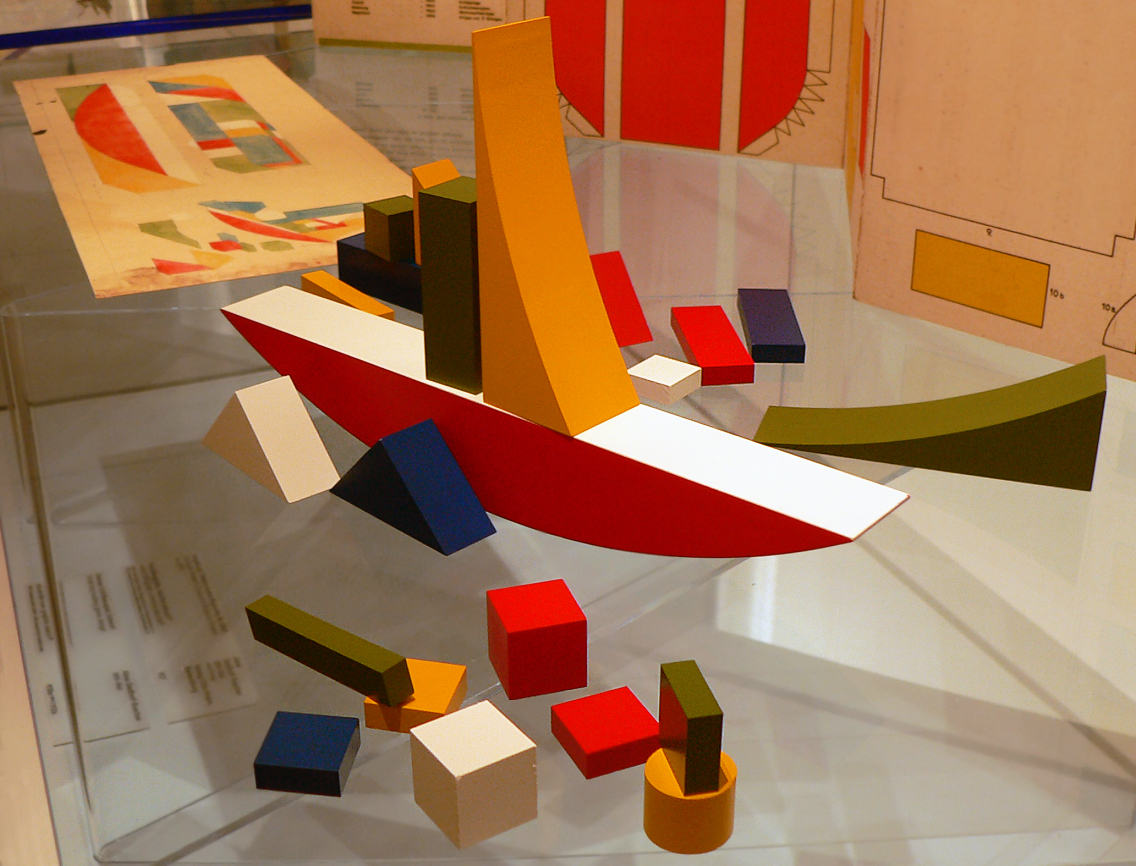
Jogo de Construção Naval (Kleines Schiffbauspiel).

Este brinquedo é um conjunto de blocos de madeira pintados e embalados em papel cartão. O conjunto veio originalmente em dois tamanhos. Os blocos são cortados em várias formas e pintados de branco, amarelo, azul, verde, e vermelho.
Os blocos Buscher são retângulos, quadrados finos e grossos, peças mais altas em forma de torta com setores circulares de diversos ângulos e uma fatia maior de um quarto de círculo arredondado. O conjunto grande tinha 39 peças, e o conjunto pequeno tinha 22. A embalagem dos blocos é uma caixa longa e estreita que reflete um design contido e funcional.
Os blocos encaixam de modo que a sua remontagem na caixa é concebida de forma semelhante a um quebra-cabeças. Vários dos objetos de Buscher são concebidos para fins lúdicos, mas os seus blocos e particularmente o seu armário de jogo levam em conta tanto o planejamento do espaço como a forma como uma criança seria motivada a arrumar as peças.
Os blocos são atualmente vendidos nas lojas de presentes do museu Bauhaus em Berlim e Dessau e estão também disponíveis na Internet. Os blocos de construção tiveram grande sucesso durante o tempo em que foram produzidos na Bauhaus.

### Bonecas de Ação (Wurfpuppen)

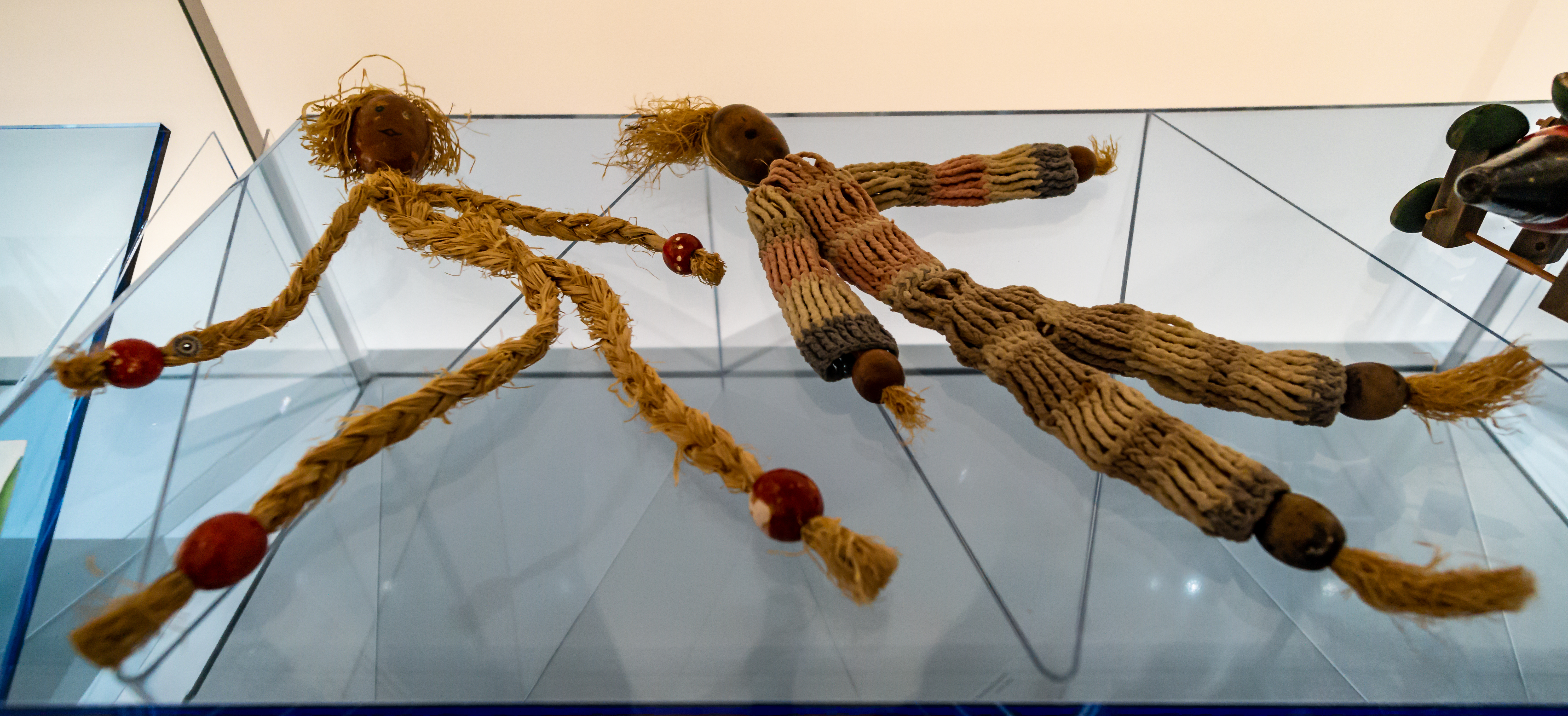
Bonecas de Ação (Wurfpuppen): Masculino e Feminino.

As bonecas de ação, masculinas e femininas, foram concebidas e criadas em 1924. Os corpos são tecidos de corda para formar dois braços e duas pernas, com um lote de palha puxada através de um cordão que indica o rosto e a cabeça. Os corpos são tecidos à corda para formar dois braços e duas pernas, com um lote de palha puxada através do talão que indica o rosto e a cabeça. Elas são uma clara indicação das suas crenças no processo criativo. Totalmente diferente de uma voz passiva, ela promove brincadeiras criativas, encorajando a criança através do título do seu brinquedo a animá-lo e a dar-lhe vida. A boneca feminina tem duas tranças de palha para o cabelo e usa uma saia. Ao boneco masculino não é atribuída nenhuma indicação específica de sexo. A roupa consiste num par de calças e uma camisa de manga comprida. É o pressuposto do espectador que indica que é uma representação masculina, como o oposto da boneca feminina.

## Legado
Alma Siedhoff-Buscher é considerada a principal designer de brinquedos e móveis infantis da Bauhaus, tendo como maior feito o quarto para crianças, da Haus am Horn, que criou para a exposição da escola em 1923 e que passou por uma grande restauração em 2018 em comemoração ao seu centenário em 2019.
Seus trabalhos mais conhecidos são: “Kleines Schiffbauspiel” (Pequeno Jogo de Construção Naval) e as Wurfpuppen (Bonecas de barbante flexível, com cabeças de madeira). Alguns de seus trabalhos continuaram a ser produzidos mesmo após a sua morte, como por exemplo o seu Pequeno Jogo de Construção Naval, que voltou a produção em 1977. E, embora suas bonecas de barbante flexível nunca tenham entrado em produção em massa por serem consideradas muito caras, um exemplar foi preservado por seu filho em sua casa.
Sua vida, história e legado serviram de inspiração para a criação da personagem principal do filme “Lotte am Bauhaus”, lançado em 2019 em comemoração ao centenário da Bauhaus.
Toda a sua história permanece viva até os dias de hoje, através de suas contribuições, suas obras e de seu filho Joost Siedhoff, que se orgulha de sua mãe e dedica parte de sua vida para falar sobre ela e a Bauhaus.